# Eparchia genewska i zachodnioeuropejska
Eparchia genewska i zachodnioeuropejska – historyczna eparchia Rosyjskiego Kościoła Prawosławnego poza granicami Rosji. Obejmowała swoim zasięgiem całą Europę zachodnią poza Niemcami i Wielką Brytanią. Katedrą eparchii był sobór Podwyższenia Krzyża Pańskiego w Genewie. W latach 2006–2017 zwierzchnikiem eparchii był arcybiskup genewski i zachodnioeuropejski Michał, który następnie był wikariuszem administratury, z tytułem arcybiskupa Meudon. W 2018 r. ordynariuszem eparchii mianowano biskupa richmondzkiego i zachodnioeuropejskiego Ireneusza. W roku następnym Rosyjski Kościół Prawosławny poza granicami Rosji zdecydował o połączeniu eparchii genewskiej i zachodnioeuropejskiej oraz eparchii brytyjskiej w jedną administraturę z katedrą w Londynie.

## Parafie eparchii

### W Szwajcarii
- Parafia Podwyższenia Krzyża Pańskiego w Genewie
- Parafia św. Mikołaja w Bazylei
- Parafia św. Barbary w Vevey
- Parafia Trójcy Świętej w Bernie
- Parafia św. Pantelejmona w Leysin
- Parafia Opieki Matki Bożej w Zurychu

### We Francji
- Parafia Wszystkich Świętych w Annecy
- Parafia św. Jana Ruskiego w Lyonie
- Parafia św. Mikołaja w Lyonie
- Parafia św. Jerzego w Marsylii
- Parafia Zmartwychwstania Pańskiego w Meudon
- Parafia Ikony Matki Bożej „Wszystkich Strapionych Radość” w Mentonie
- Parafia św. Jana Maksymowicza w Paryżu
- Parafia Wszystkich Świętych Ruskich w Paryżu
- Parafia św. Aleksandra Newskiego w Pau
- Parafia Chrystusa Zbawiciela w Strasburgu
- Parafia Świętych Piotra i Pawła w Vichy

Znajdująca się na terenie eparchii parafia św. Michała Archanioła w Cannes pozostawała pod bezpośrednim zarządem metropolitalnym.

### Inne
- Parafia św. Hioba w Brukseli
- Parafia Zmartwychwstania Pańskiego w Brukseli
- Parafia Świętych Piotra i Pawła w Luksemburgu
- Parafia św. Marii Egipcjanki w Amsterdamie
- Parafia Opieki Matki Bożej w Arnhem
- Parafia św. Mikołaja i św. Spirydona w Bari
- Parafia Narodzenia Pańskiego we Florencji[5]
- Parafia Opieki Matki Bożej w Lizbonie
- Parafia św. Jerzego w Madrycie
- Parafia Chrystusa Zbawiciela, św. Katarzyny i św. Serafina z Sarowa w San Remo[6]